# Audio, Video, Disco (album)
Audio, Video, Disco (wat Latijn is voor ik hoor, ik zie, ik leer) is het tweede studioalbum van het Franse electro/houseduo Justice. Het album werd op 24 oktober 2011 uitgebracht.

## Muziekstijl
Volgens Xavier de Rosnay, een van de leden van Justice, is Audio, Video, Disco wat stijl betreft lichter dan het voorgaande album, †. Daarnaast bevat het album meer samenwerkingen dan het eerste studioalbum van het duo.

## Tracklist
1. Horsepower
2. Civilization (met Ali Love)
3. Ohio (met Vincent Vendetta van Midnight Juggernauts)
4. Canon (Primo)
5. Canon
6. On'n'On (met Morgan Phalen)
7. Brianvision
8. Parade
9. New Lands (met Morgan Phalen)
10. Helix
11. Audio, Video, Disco

### iTunes bonus tracks
1. Planisphère
2. Civilization (videoclip)
3. Audio, Video, Disco (videoclip)

### Japanse bonus tracks
1. Civilization (Demo Versie)

## Singles
De eerste single van dit album is getiteld Civilization en werd op 28 maart 2011 uitgebracht. Daarna werd Audio, Video, Disco aangekondigd als tweede single en zou op 19 september 2011 uitgebracht worden. Dit werd uiteindelijk een week uitgesteld tot 26 september 2011, toen het nummer als een EP werd uitgebracht. Op 19 augustus 2011 werd een preview van het nummer vrijgegeven via de website van de Engelse omroep BBC. De officiële videoclip van het nummer werd op 6 september 2011 uitgebracht via de Facebook-pagina van het duo.
Op 21 augustus 2011 gebruikte producer Busy P een sample van een minuut van het nummer Helix in zijn "2011 Fall Delivery Mix", waarin hij ook een twee minuten durende sample van de PARA ONE remix van Audio, Video, Disco gebruikte.